# Sitophilus zeamais
Sitophilus zeamais är en skalbaggsart som beskrevs av Victor Ivanovitsch Motschulsky 1855. Sitophilus zeamais ingår i släktet Sitophilus, och familjen vivlar. Arten är reproducerande i Sverige.

## Bildgalleri

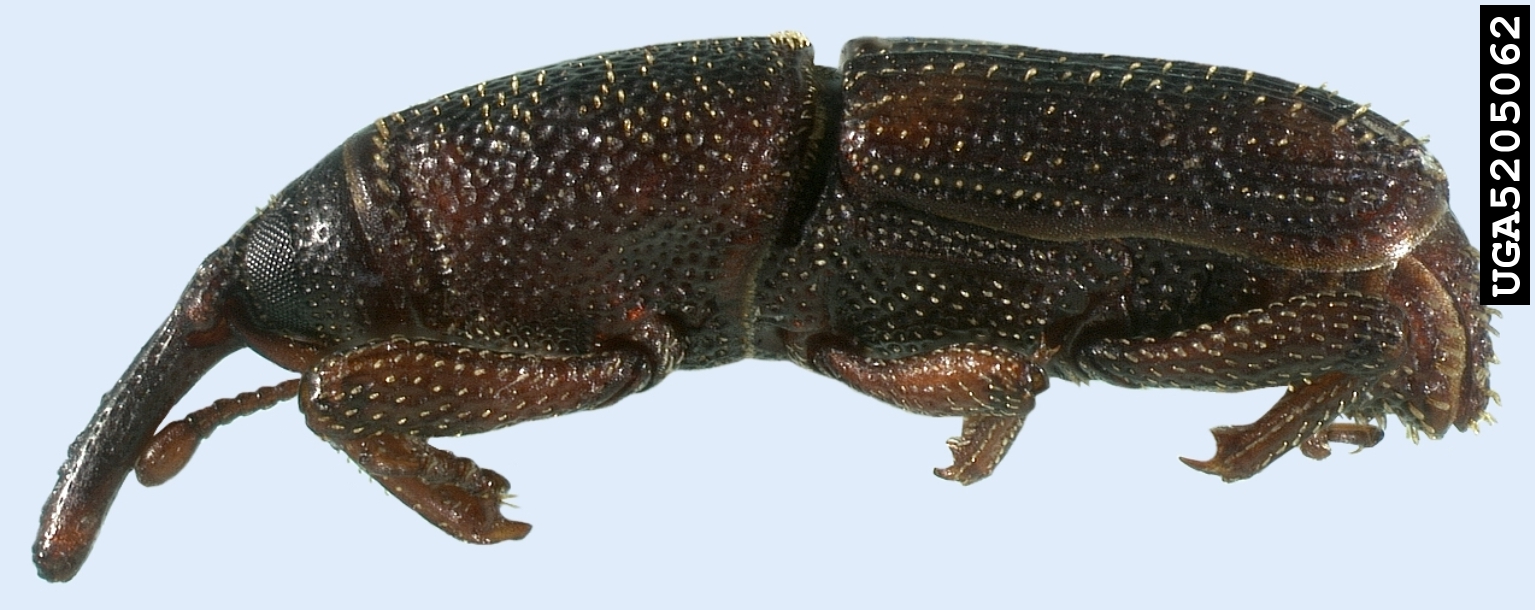
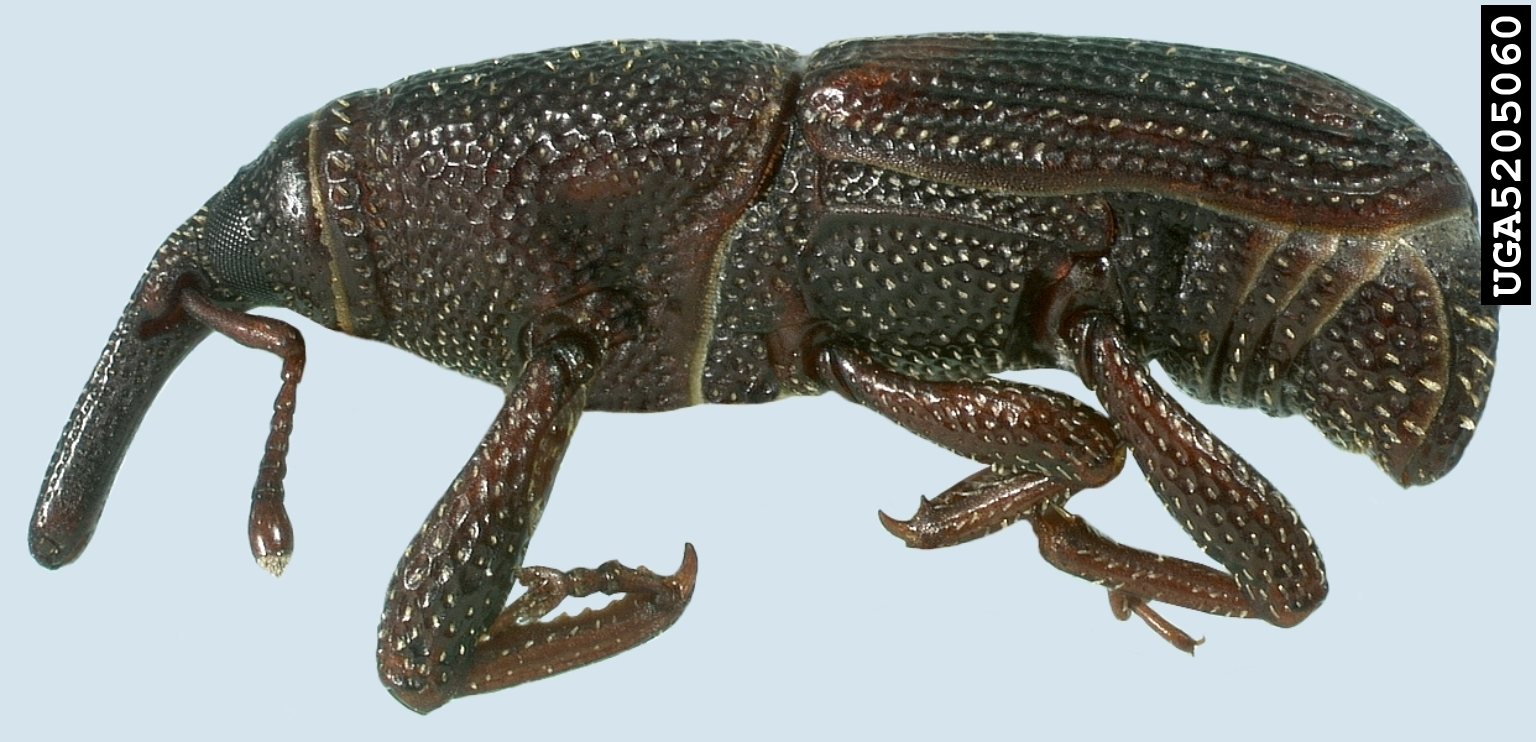
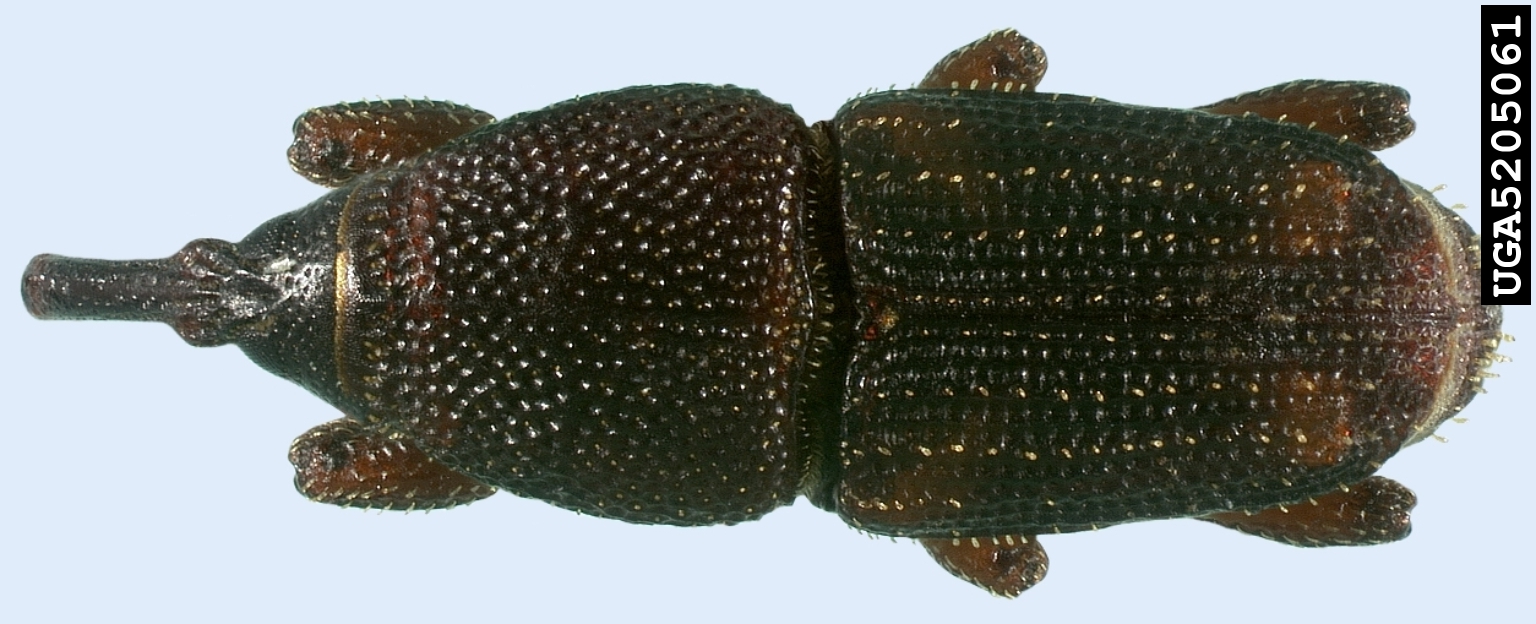
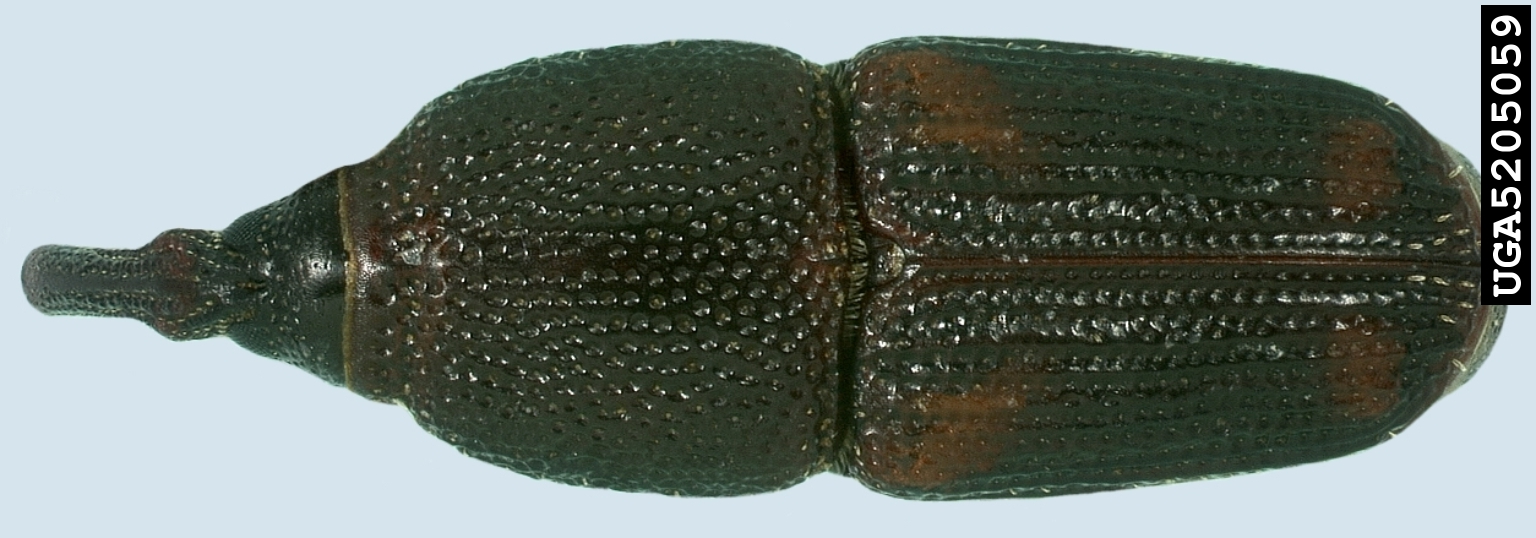
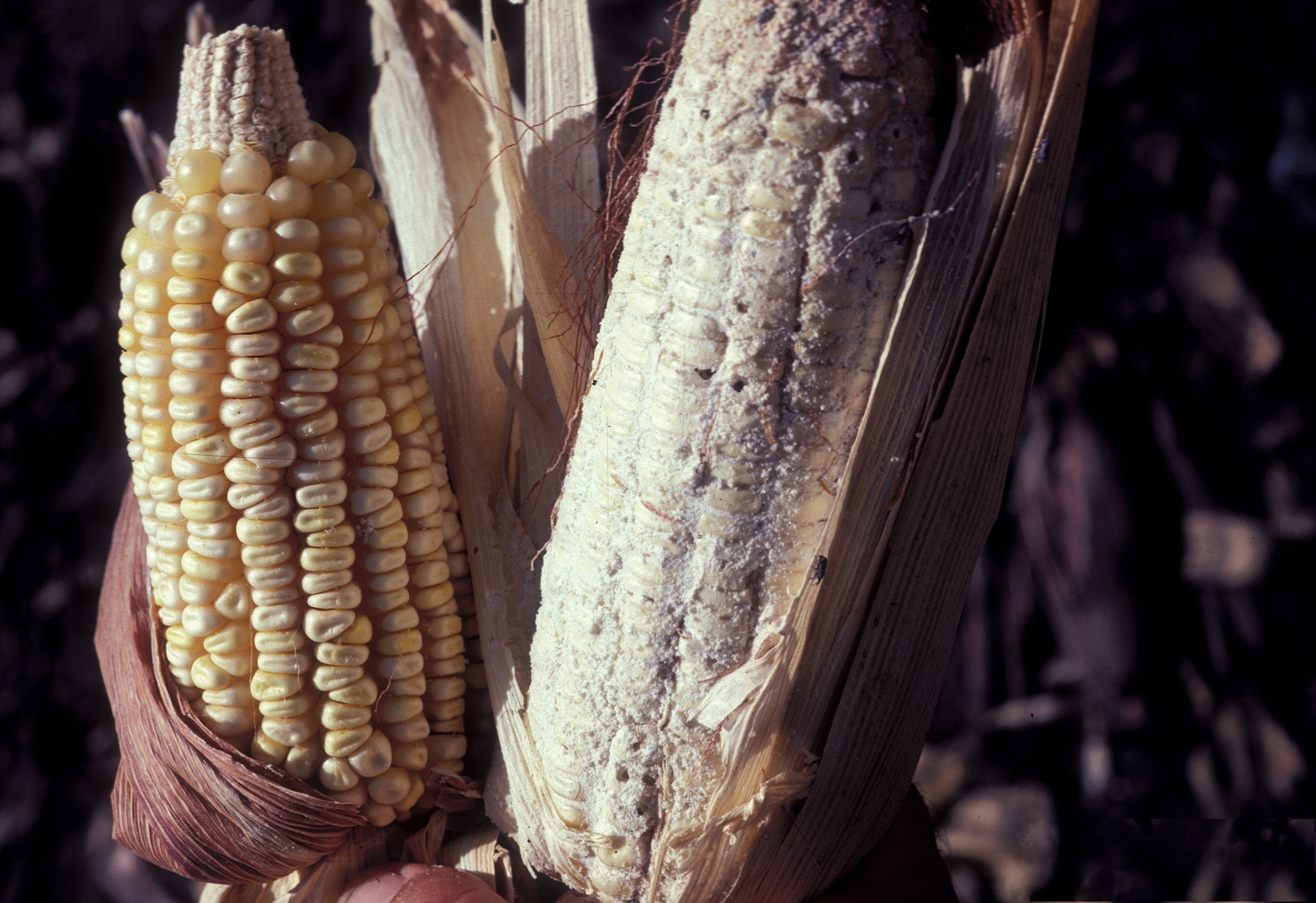